# (4862) Loke
(4862) Loke (1987 SJ5) – planetoida z pasa głównego asteroid okrążająca Słońce w ciągu 4,98 lat w średniej odległości 2,91 j.a. Odkryta 30 września 1987 roku.